# Citroën
Citroën (phát âm tiếng Pháp: [sitʁoˈɛn]) là hãng sản xuất xe hơi Pháp. Công ty được thành lập năm 1919 do André Citroën và trở thành công ty châu Âu đầu tiên sản xuất hàng loạt xe hơi theo mô hình Ford. Từ năm 1976, nó trực thuộc PSA Peugeot Citroën và có trụ sở chính trên đường Fructidor ở Paris.
Citroën trước đây đã sản xuất ô tô tại Việt Nam, trong đó có La Dalat.
Mới đầu chỉ là hãng xe sản xuất hàng loạt với những thiết kế bình thường, Citroën gây ngạc nhiên khắp thế giới năm 1934 với mô hình xe sáng kiến Traction Avant, xe dẫn động bánh trước đầu tiên được sản xuất hàng loạt (1934–56). Những mô hình quan trọng khác là H Van (1947–81), 2CV (1948–90), DS (1955–1975), và CX (1974–91).